# Alas and Alack
Alas and Alack é um filme mudo norte-americano de 1915, do gênero drama, dirigido por Joe De Grasse e estrelado por Lon Chaney. Uma cópia do filme encontra-se conservada no "BFI National Archive".